# 博伊尼采

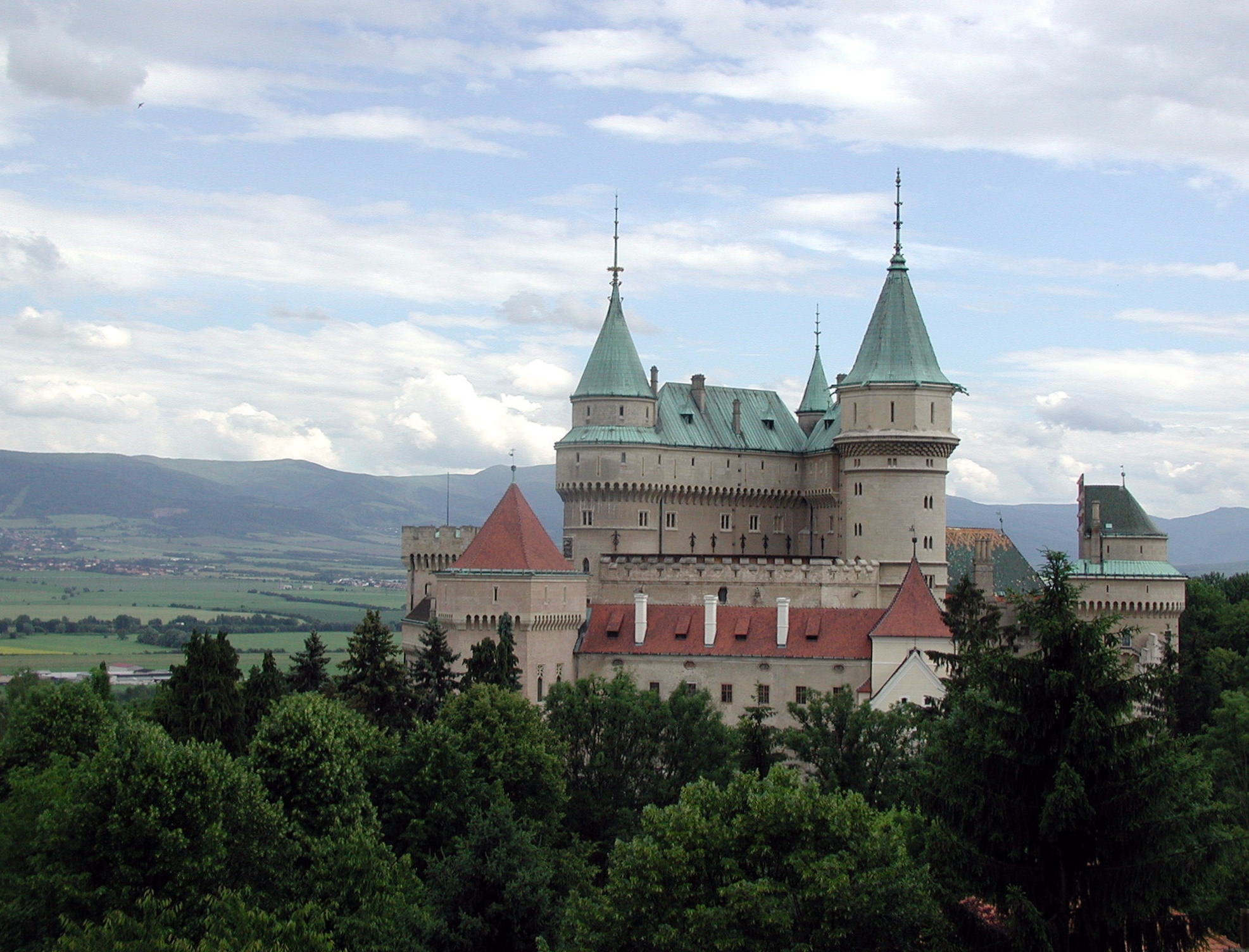
博伊尼采城堡

博伊尼采是斯洛伐克的城鎮，位於該國中部尼特拉河畔，由特倫欽州負責管轄，面積19.96平方公里，海拔高度298米，2005年人口4,983，其中七成居民信奉羅馬天主教。

## 外部連結
- Official municipal website （页面存档备份，存于）
- Information Center of Bojnice（页面存档备份，存于）
- Bojnice Castle（页面存档备份，存于）
- Bojnice Spa（页面存档备份，存于） （斯洛伐克文）
- Bojnice photos（页面存档备份，存于）